# Єзьорсько (Лодзинське воєводство)
Єзьорсько (пол. Jeziorsko) — село в Польщі, у гміні Варта Серадзького повіту Лодзинського воєводства.
Населення — 269 осіб (2011).
У 1975-1998 роках село належало до Серадзького воєводства.

## Демографія
Демографічна структура станом на 31 березня 2011 року:
|          | Загалом | Допрацездатний вік | Працездатний вік | Постпрацездатний вік |
| -------- | ------- | ------------------ | ---------------- | -------------------- |
| Чоловіки | 134     | 27                 | 89               | 18                   |
| Жінки    | 135     | 25                 | 77               | 33                   |
| Разом    | 269     | 52                 | 166              | 51                   |